# HD 150453
HD 150453，又名BD-19 4406，SAO 160052、HR 6202，是一颗恒星，视星等为5.57，位于銀經359.06，銀緯17.02，其B1900.0坐标为赤經16h 36m 0.9s，赤緯-19° 17.02′ 58″。